# Alan Voskuil
Alan Mark Voskuil (Mobile, 10 september 1986) is een Amerikaans-Deens voormalig basketballer.

## Carrière
Voskuil speelde collegebasketbal voor de Texas Tech Red Raiders van 2005 tot 2009. In 2009 ging hij spelen voor het Spaanse Baloncesto Fuenlabrada dat hem meteen uitleende aan derdeklasser Óbila Club de Basket. Na een seizoen ging hij spelen bij het Canadese Halifax Rainmen. Hij speelde in 2011 ook nog voor het Turkse Bornova Belediyespor en Italiaanse UC Piacentina waar hij tot in 2012 speelde. Hij tekende hierna voor het Franse Roanne Basket voordat hij terug keerde naar Italië bij Olin Edirne.
Hij speelde van 2013 tot 2015 voor de Italiaanse tweedeklasser Pallacanestro Biella. In het seizoen 2015/16 speelde hij voor Virtus Roma dat net naar de tweede klasse was gedegradeerd. Hij werd door de Antwerp Giants naar Antwerpen gehaald als vervanger van Micah Mason in november 2016. Hij speelde nooit voor de Giants want geraakte al snel geblesseerd en werd vervangen door Corey Hawkins. Hij speelde daarna voor het Italiaanse Pallacanestro Viola. 
Hij tekende datzelfde jaar nog voor Blu Basket 1971 waar hij speelde tot in 2018. In 2018 trok hij naar Pallacanestro Piacentina, tot in 2019. Zijn laatste seizoen speelde hij in Denemarken bij Randers Cimbria.
Hij speelde van 2007 tot 2016 voor de Deense nationale ploeg.

## Privéleven
Voskuil zijn moeder is Deense en zijn vader was van 1976 tot 1978 coach van het Deense Horsens BC.